# Polythlipta cerealis
{{}}
chiến tranh ukcrane -nga''' là một cuộc xung  đột giữa nga và ukcrane khi hai nước cộng hoà tuyên bố độc lập từ ukcrana,nhưng ukraine không chấp nhận hai nước cộng hoà độc lập. Chính vì hai nước cộng hoà cầu cứu Nga đã gây ra một cuộc chiến đánh vào thủ đô Kiev.